# Качканар (станция)
Качкана́р — тупиковая грузо-пассажирская станция Нижнетагильского отделения Свердловской железной дороги в городе Качканаре Свердловской области (Россия). Обеспечивает около 30 % всего объёма погрузки отделения. Железнодорожный вокзал города.

## История
Летом 1956 года началось строительство железнодорожной ветки Азиатская — Качканар длиной 46 км для обеспечения потребностей строящегося Качканарского ГОКа и будущего города. На стройке трудились в том числе комсомольские бригады, помимо тракторов на прокладке трассы использовались лошади. Первый паровоз прибыл на станцию Качканар 7 ноября 1958 года, а 16 ноября 1958 года трест «Свердловсктрансстрой» издал приказ об организации отделения временной эксплуатации строящейся линии.
В апреле 1960 года на станции открылся железнодорожный вокзал, были оборудованы диспетчерская и подсобные помещения, сдан первый дом для размещения железнодорожников по улице Октябрьской. К этому времени пути были проложены только от Качканара до станции Чекмень. Далее до Азиатской составы отправлялись через временный стрелочный перевод на перегоне Азиатская — Хребет Уральский, в 9 км от Азиатской. К апрелю 1962 года на станции Качканар было завершено строительство путей и станционного хозяйства. В здании вокзала разместилась билетная касса и помещения работников станции. 2 апреля того же года железнодорожная ветка Азиатская — Качканар была сдана в эксплуатацию.
Основное направление отправки грузов — станция Смычка, через которую осуществляется доставка агломерата и окатышей для НТМК. Совместно с соседней станцией Качканар-Сортировочный станция Качканар обеспечивает около 30 % всего объёма погрузки Нижнетагильского отделения Свердловской железной дороги.
По состоянию на 2023 год, пассажирские перевозки осуществляются по маршрутам Качканар — Нижний Тагил и обратно (дважды в сутки) и Качканар — Екатеринбург (1 ускоренный электропоезд в сутки).

## Галерея

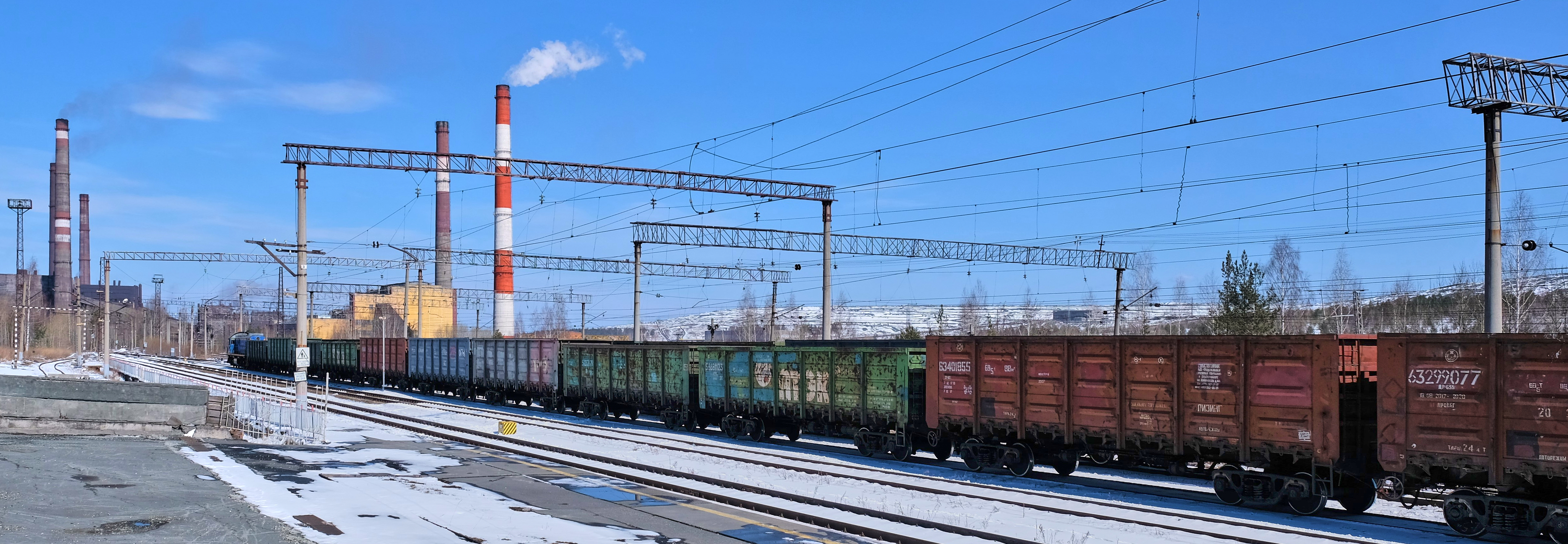
Железнодорожный состав на путях станции
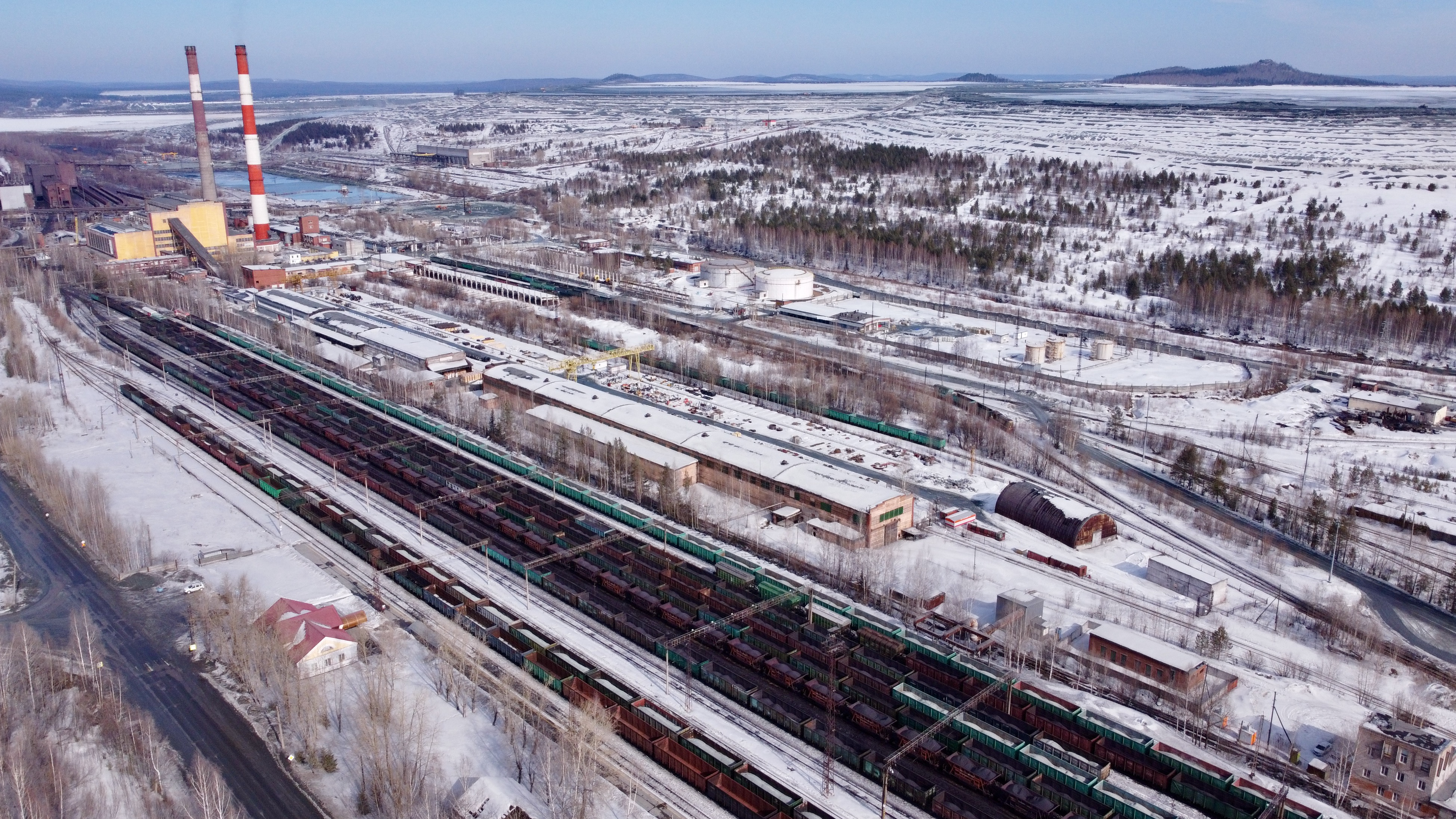
Вид с высоты (на дальнем плане шламохранилище КГОКа)
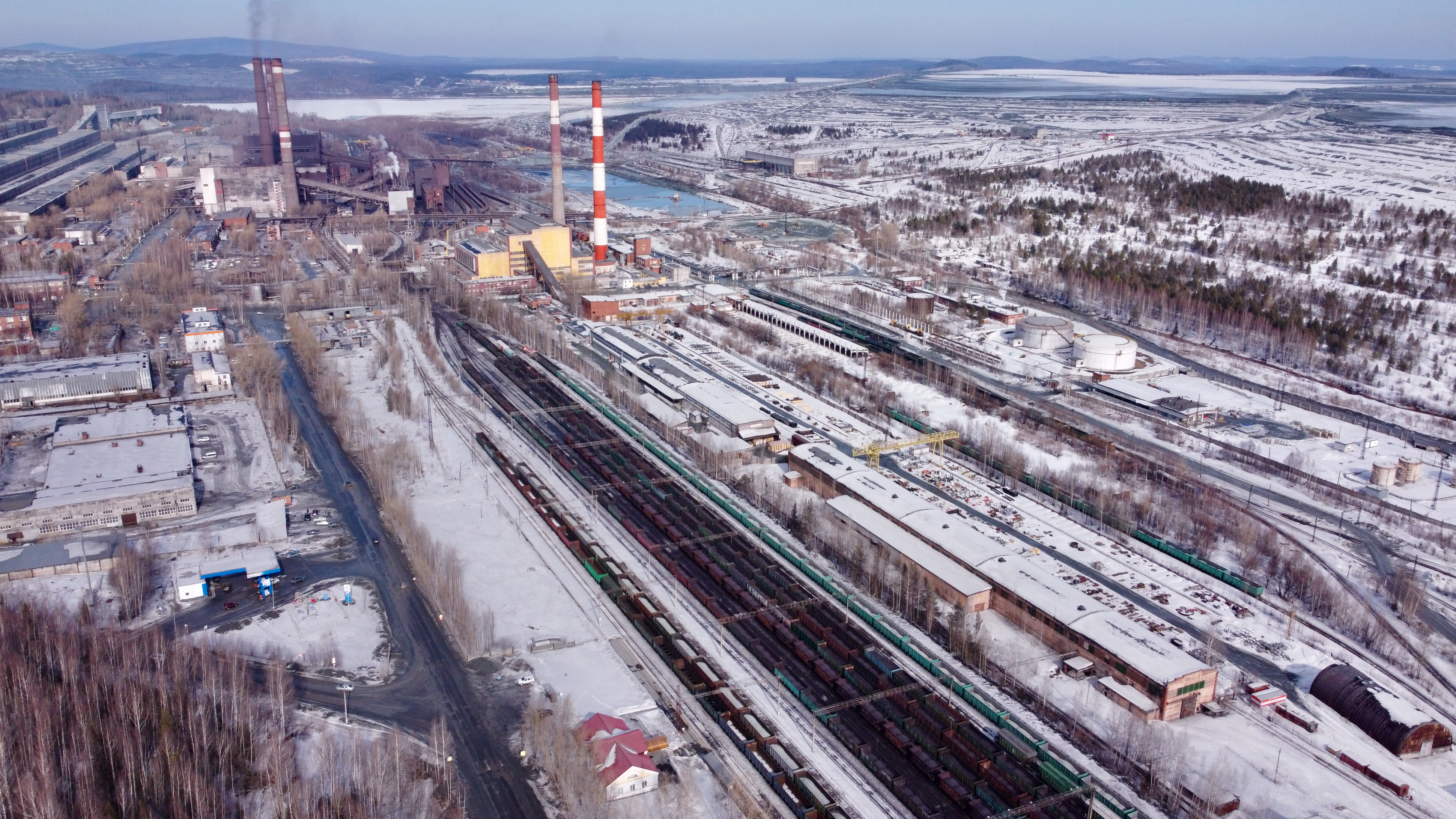
Вид с высоты (на дальнем плане в центре Качканарская ТЭЦ)